# Chrysopsora
Chrysopsora är ett släkte av lavar. Chrysopsora ingår i familjen Pucciniaceae, ordningen Pucciniales, klassen Pucciniomycetes, divisionen basidiesvampar och riket svampar.
|             | Puccinia                                |
|             |                                         |
|             | Uromyces                                |
|             |                                         |
|             | Gymnosporangium                         |
|             |                                         |
|             | Cumminsiella                            |
|             |                                         |
|             | Miyagia                                 |
|             |                                         |
|             | Xenostele                               |
|             |                                         |
|             | Endophyllum                             |
|             |                                         |
| Chrysopsora | \| \| Chrysopsora gynoxidis \| \| \| \| |
|             | \| \| Chrysopsora gynoxidis \| \| \| \| |
|             | Roestelia                               |
|             |                                         |
|             | Stereostratum                           |
|             |                                         |
|             | Polioma                                 |
|             |                                         |
|             | Zaghouania                              |
|             |                                         |
|             | Ramakrishnania                          |
|             |                                         |
|             | Cystopsora                              |
|             |                                         |
|             | Kernella                                |
|             |                                         |
|             | Corbulopsora                            |
|             |                                         |
|             | Coleopucciniella                        |
|             |                                         |
|             | Chrysocyclus                            |
|             |                                         |
|             | Chrysella                               |
|             |                                         |
|             | Cleptomyces                             |
|             |                                         |
|             | Chrysopsora gynoxidis                   |
|             |                                         |

|  | Chrysopsora gynoxidis |
|  |                       |